# Florín de las Indias Orientales Neerlandesas
El florin de las Indias Orientales Neerlandesas (del neerlandés: Nederlands-Indische gulden) fue la moneda circulante de dicha colonia, que en la actualidad forma parte de la República de Indonesia.

## Historia
En 1942, los japoneses invadieron las Indias Neerlandesas con su fuerza naval, creando su propia versión de los florines, en denominaciones de 1, 5 y 10 centavos, ½, 1, 5 y 10 florines.
En 1944 los japoneses habían decidido que generar un nacionalismo asiático colectivo sería la clave para mantener el control, y por lo tanto se sustituyó al florín por la roepiah de las Indias Holandesas. Aunque luego de la derrota de Japón en la II Guerra Mundial se volvió a introducir una nueva moneda, en este caso fue la rupia indonesia.

## Monedas

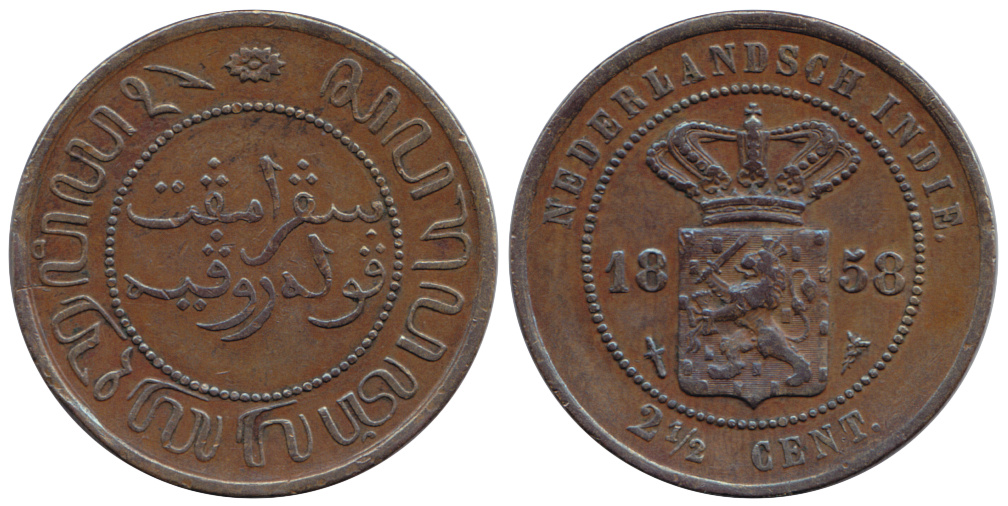
Halve Stuiver (2½ c) 1858, cobre.

Las monedas emitidas para la circulación en esta colonia poseían las siguientes denominaciones:
| Mención           | Mención       | Denominación | Tiempo | Tiempo |
| Indonesio         | Neerlandés    | Denominación | Tiempo | Tiempo |
| ----------------- | ------------- | ------------ | ------ | ------ |
| Peser             | Halfje        | ½c           | 1856   | 1945   |
| Sen (c)           | Cent (c)      | 1c           | 1855   | 1945   |
| Pincang           | —             | 1½c          | —      | —      |
| Gobang, Benggol   | Halve Stuiver | 2½c          | 1856   | 1945   |
| Ketip, Kelip      | Stuiver       | 5c           | 1854   | 1922   |
| Uang              | —             | 8.33c        | —      | —      |
| Picis             | Dubbeltje     | 10c          | 1854   | 1945   |
| Tali              | Kwartje       | 25c          | 1826   | 1945   |
| —                 | Halve Gulden  | 50c          | 1826   | 1834   |
| Rupiah, Perak (ƒ) | Gulden (ƒ)    | ƒ1           | 1821   | 1945   |
| Kupang            | —             | ƒ1¼          | —      | —      |
| Ringgit           | Rijksdaalder  | ƒ2½          | 1818   | 1945   |

## Billetes
Después de 1912 las Indias holandesas adoptaron el patrón oro para valorar su moneda. Los billetes en circulación eran: ½, 1, 2½, 5, 10, 25, 50 y 100 florines.